# Neotrachystola incerta
Neotrachystola incerta là một loài bọ cánh cứng trong họ Cerambycidae.